# Кирион I
Католико́с-патриа́рх Кирион I (груз. კათოლიკოს-პატრიარქი კირიონ I; в миру Свимеон) — Католикос всея Грузии, предстоятель Грузинской церкви.

## Биография
О патриархе Кирионе сохранилось мало сведений в грузинских источниках, однако много информации можно почерпнуть из армянских источников.
Имя Кириона в миру было Свимеон (Симеон). Первоначальное образование получил в Джавахети, продолжил обучение в городе Колония, в Малой Азии, на территории Восточной Римской империи. В византийской Колонии Кирион провёл 15 лет и получил эллинистическое образование. После этого он отправился в Двин, где армянский католикос назначил его катехизиатором и позже епископом. На пятый год епископства в Двин прибыла делегация Картли с просьбой прислать высшего иерарха, так как предыдущий католикос Картли умер. Из-за того, что Кирион получил образование в диофизитской среде, а также из-за ряда политических причин Кирион вскоре отошёл от монофизитства и признал Халкидонский собор. Именно это послужило толчком для обширной переписки между Кирионом и католикосом Двинским Абраамом, а также источником конфликта между Кирионом и епископом Цуртавским Моисеем, которое окончилось разделением кавказских церквей. Ни одно из этих писем не сохранилось по-грузински, однако часть из них существует на армянском языке. Кирион переписывался также с римским папой и патриархом Иерусалимским. Среди прочего, Кирион спрашивал римского папу о несторианах.
Кроме этого, Кирион изменил вектор политики Картли — как государство, так и Церковь стали ориентироваться на христианскую Византию, а не на зороастрийский Иран.